# Nedeljko Čabrinović
Nedeljko Čabrinović (srbsko: Недељко Чабриновић), srbski atentator, * 2. februar 1895, Sarajevo, Bosna in Hercegovina, Avstro-Ogrska † 20. januar 1916, Theresienstadt, Avstro-Ogrska. 
Čabrinović je bil član organizacije Mlada Bosna in eden od sedmih moških tajne družbe kot Črna roka, ki je zarotila atentat na nadvojvodo Franca Ferdinanda med njegovim obiskom Sarajeva leta 1914.
Vseh sedem moških je bilo aretiranih; med sojenjem so Čabrinović in drugi člani izjavili, da atentat odraža njihova anarhistična prepričanja. V odgovor je Avstro-Ogrska Srbiji izdala demaršo, znano kot julijski ultimat, ki je pripeljala do izbruha prve svetovne vojne. Po izreku obsodbe je bil Čabrinović obsojen na 20 let težke ječe, kjer je leta 1916 umrl zaradi tuberkuloze.